# The Deep Blue Sea (1955)
The Deep Blue Sea (br Profundo como o Mar) é um filme de drama britânico de 1955, dirigido por Anatole Litvak para a Twentieth Century Fox. O roteiro adaptou peça teatral homônima de autoria de Terence Rattigan. Em 2011 houve nova versão para o cinema, estrelada por Rachel Weisz e Tom Hiddleston.

## Elenco
- Vivien Leigh...Hester Collyer
- Kenneth More...Freddie Page
- Eric Portman...Miller
- Emlyn Williams...Sir William Collyer
- Moira Lister...Dawn Maxwell
- Alec McCowen...Ken Thompson
- Dandy Nichols...Madame Elton
- Jimmy Hanley...Dicer Durston
- Miriam Karlin...garçonete
- Heather Thatcher...Lady Dawson
- Bill Shine...golfista
- Brian Oulton...Bêbado
- Gibb McLaughlin...balconista
- Arthur Hill...Jackie Jackson
- Sid James...homem do lado de fora do bar (creditado como Sidney James)

## Sinopse
Moradores vizinhos de um prédio de apartamentos em Londres ajudam Hester Collyer a se recuperar de uma tentativa de suicídio. O ex-marido é chamado, o respeitável magistrado Sir William Collyer, e ele oferece ajuda a Hester e pede-lhe que voltassem a se encontrar. Mais tarde, o amante de Hester, o alcoólico piloto de testes desempregado e jogador de golfe amador Freddie Page, chega ao apartamento, após dois dias de ausência. Ele descobre sobre a tentativa de suicídio da mulher e passa a refletir sobre seu relacionamento, concluindo que o melhor a fazer é deixá-la de vez.

## Produção
Kenneth More foi o único membro do elenco original (que apareceu numa versão televisiva do Canal da BBC em 1954) contratado para o filme, pois Alexander Korda queria artistas mais conhecidos do cinema. More disse que foi um erro, principalmente a escolha de Vivien Leigh no lugar de Peggy Ashcroft. More não gostava de filmar, sentindo que o uso do Cinemascope e as alterações no texto da peça diminuíram o intimismo original. Também achou que havia pouca química entre ele e Leigh.
Sem lançamentos para DVD, uma rara exibição do filme ocorreu no BFI que destacou Vivien Leigh na temporada de 2013, apresentada por Sean O'Connor e quem produziu a versão de 2011 dirigida por Terence Davies.

## Recepção
Houve desapontamento em relação à arrecadação das bilheterias nos Estados Unidos.).

## Prêmios e indicações
- 1956 Kenneth More foi indicado ao BAFTA como melhor ator britânico
- 1956 Terence Rattigan foi indicado ao BAFTA para melhor roteiro
- 1955 Kenneth More venceu o Festival de Cinema de Veneza como melhor ator
- 1955 Anatole Litvak foi indicado ao "Leão Dourado" no Festival de Cinema de Veneza